# Equipe jordaniana de Copa Davis
A equipe jordaniana na Copa Davis representa a Jordânia na Copa Davis, principal competição de tênis masculina por equipes do mundo. É administrada pela Jordan Tennis Federation.